# Michael Tönnies
Michael Tönnies (* 19. Dezember 1959 in Essen; † 26. Januar 2017) war ein deutscher Fußballspieler. Er wurde hauptsächlich beim FC Schalke 04 ausgebildet; von 1987 bis 1992 erzielte er für den MSV Duisburg in 179 Ligaspielen 101 Tore.

## Karriere
Tönnies begann seine Karriere mit elf Jahren bei der SpVg Schonnebeck und spielte ab 1974 in der Jugend des FC Schalke 04. Er bestritt sieben Bundesligaspiele für den FC Schalke 04 (1978 bis 1980) sowie 33 für den MSV Duisburg (1991/92), in denen er 13 Tore erzielte. In der 2. Fußball-Bundesliga bestritt er für die SpVgg Bayreuth (1981/82), Rot-Weiss Essen (1986/87), den MSV Duisburg (1989 bis 1991) und den Wuppertaler SV (1992 bis 1994) 140 Spiele und schoss 62 Tore.
Michael Tönnies wurde mit 29 Toren für den MSV Duisburg Torschützenkönig in der Zweitligasaison 1990/91 sowie dreimal in der Oberliga Nordrhein: 1983/84 mit 30 Toren für den 1. FC Bocholt, 1985/86 mit 24 Treffern für RW Essen und 1988/89 mit 27 Torerfolgen für den MSV Duisburg.
Mit dem MSV Duisburg wurde er 1987 Deutscher Amateurmeister sowie 1988 und 1989 Meister der Oberliga Nordrhein. Die Zebras führte er 1989 zum Aufstieg in die 2. Bundesliga und 1991 folgte sogar die Rückkehr in die 1. Bundesliga.
Am 27. August 1991 erzielte er im Trikot des MSV Duisburg beim 6:2 gegen den Karlsruher SC (mit dem damals noch weitgehend unbekannten Oliver Kahn im Tor) innerhalb von fünf Minuten (10., 12., 15.) den bis dahin schnellsten Hattrick der Bundesliga. Er legte außerdem noch das 5:1 und das 6:2 nach und schoss damit fünf Tore in einem Spiel, nur Dieter Müller traf öfter in einer Bundesligapartie.
Nach seiner aktiven Zeit wirkte er unter anderem als Trainer im Essener Amateurfußball. Er war sowohl in der Funktion eines Sportlichen Leiters als auch als Co-Trainer beim Oberligisten SpVg Schonnebeck 1910 in Essen-Schonnebeck tätig, seinem ersten Verein in der Jugend.

### Nationalmannschaft
Zehn Tage nach seinem 18. Geburtstag kam er für die DFB-Jugendnationalmannschaft am 29. Dezember 1977 bei einem Turnier in Israel zu seinem ersten von drei Länderspielen, in dem er fünf Tore schoss. Beim 8:0 gegen Dänemark gelang ihm in der ersten Halbzeit ein Hattrick: 1:0 (19. Spielminute), 2:0 (28.), 3:0 (29.); in der 2. Halbzeit erzielte er noch das 4:0 (54.) und das 6:0 (63.).

## Persönliches
Nach seinem Karriereende eröffnete Tönnies 1994 zunächst eine Gaststätte in Essen-Kray und wurde starker Raucher. Ein Jahr später wurde er nach hohen finanziellen Verlusten Angestellter in der Glas- und Gebäudereinigungsfirma seines Vaters. 2005 wurde bei ihm ein Lungenemphysem im Endstadium festgestellt, so dass er auf eine Organspende angewiesen war. Im April 2013 wurde in der Medizinischen Hochschule Hannover erfolgreich eine Lungentransplantation durchgeführt. Außerdem war er ab der Saison 2012/13 als zweiter Stadionsprecher beim MSV Duisburg aktiv.
Michael Tönnies lebte zuletzt als Rentner in Essen. Er starb am 26. Januar 2017 im Alter von 57 Jahren an einer Lungenembolie. Seine letzte Ruhestätte befindet sich auf dem Friedhof des Essener Stadtteils Schonnebeck.